# Ga Đông Triều
Ga Đông Triều là một nhà ga xe lửa tại thành phố Đông Triều, tỉnh Quảng Ninh. Nhà ga là một điểm của đường sắt Kép - Cái Lân và nối với ga Chí Linh với ga Mạo Khê.
| Ga trước Chí Linh | Đường sắt Việt Nam Đường sắt Kép - Cái Lân | Ga sau Mạo Khê |